# Гетьмана Павла Скоропадського, 1
«Будинок Афродіти» (будинок доктора медицини Ізраїля Бендерського) — один із київських прибуткових будинків архітектора Миколи Казанського. Розташований на  вулиці Гетьмана Павла Скоропадського, 1.
Типовий зразок житлового будинку кінця ХІХ сторіччя.

## Будівництво і використання будівлі

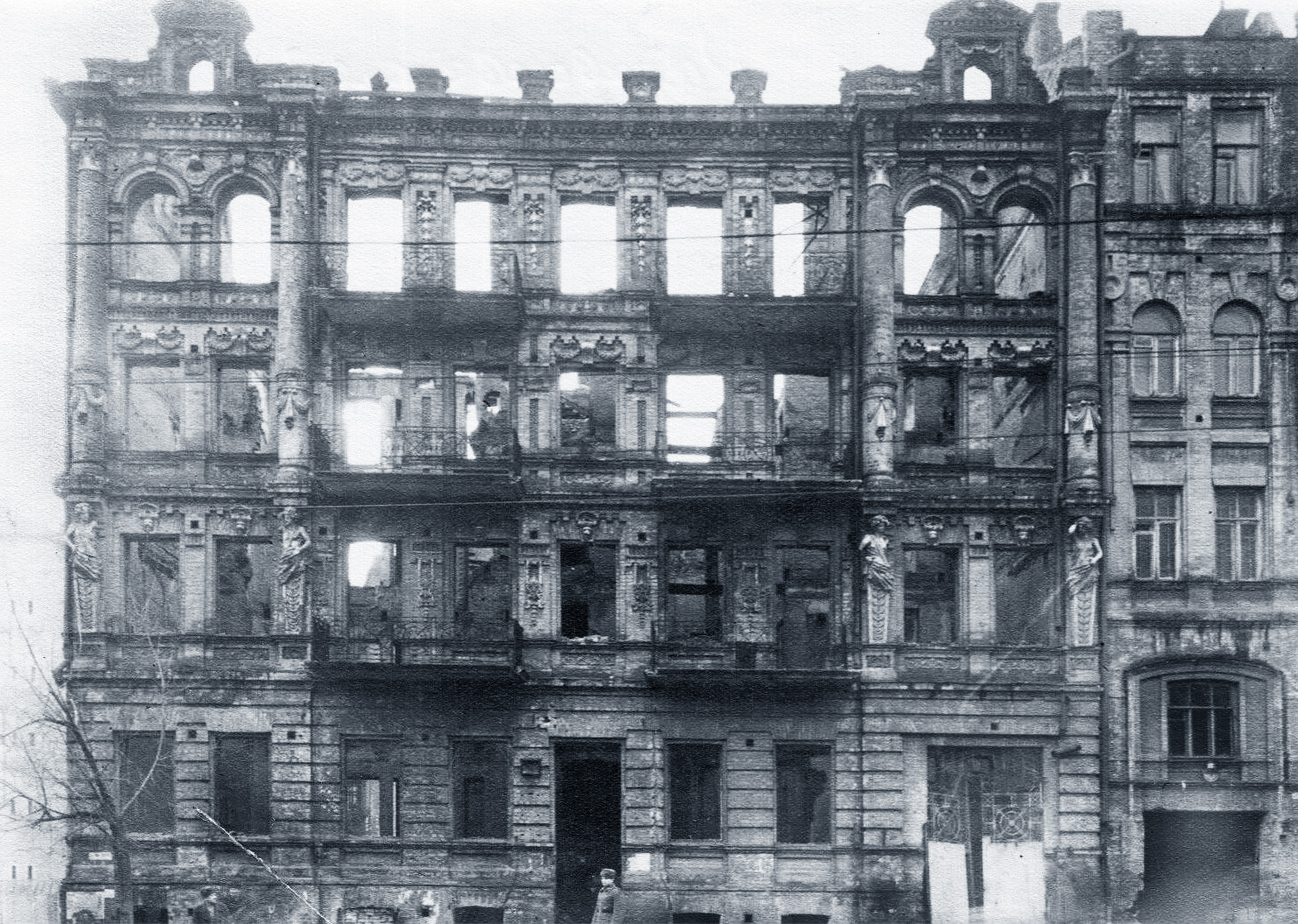
Руїни будинку (1944)

Близько 1898 року наріжну ділянку придбав доктор медицини Ізраїль Аврамович Бендерський. На його замовлення за проектом архітектора Миколи Казанського спорудили триповерховий флігель, який не зберігся, і частину головного будинку на вулиці Гетьмана Павла Скоропадського. Секцію на Великій Васильківській вулиці так і не звели. Лише у 1950-х роках на розі вулиць спорудили будинок у стилі радянського ретроспективізму.
У 1910-х роках Ізраїль Бендерський розмістив у будинку № 1 шлунково-кишкова лікарню.
У 1922 році будівлю націоналізували більшовики.
У новітню добу напівпідвали й перший поверх займають торговельно-розважальні заклади.

## Архітектура

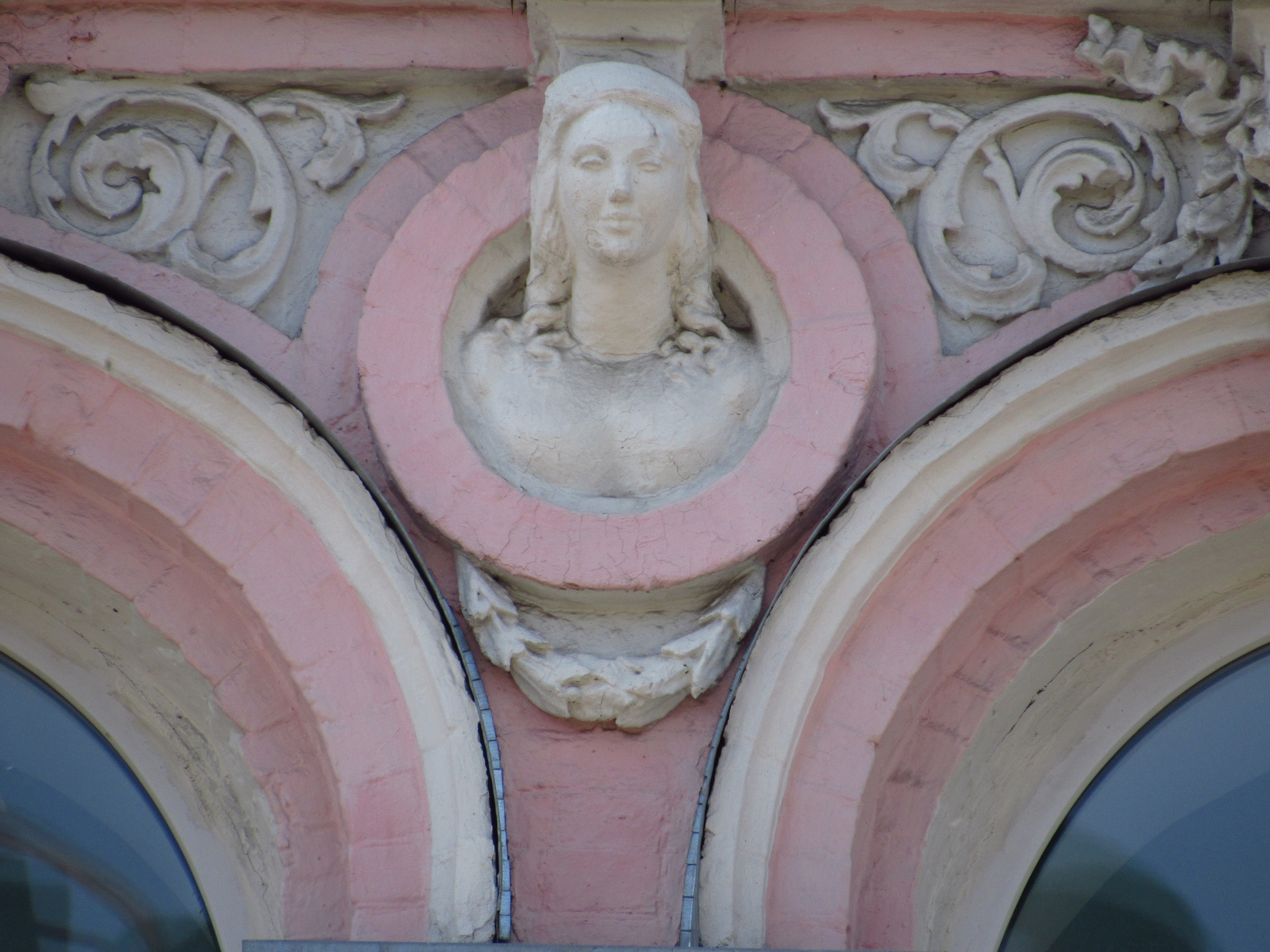
Декор «Будинку Афродіти»

Будинок стоїть на червоній лінії забудови.
Чоловий фасад вирішений у стилі неоренесансу.
Композиція симетрична. Бічні осі акцентують розкріповки, які завершуються високими тридільними аттиками. Розкріповки на рівні третього і четвертого поверхів фланкують півколони великого ордера. Їх підтримують чотири скульптури каріатид. 
За рожевий колір, пишний декор фасаду, жіночі статуї та медальйони з жіночими голівками споруду прозвали «Будинком Афродіти».
Прямокутні вікна увінчують сандрики і замкові камені. Підвіконні фільонки декоровані ліпленим рослинним орнаментом. Вікна розкріповок на четвертому поверсі півциркульні, з архівольтами і клинчастими замковими каменями.
Шість балконів прикрашено металевими ажурними огорожами. Стіна першого поверху рустована.